# Epicarmo Corbino
Epicarmo Corbino (Augusta, 18 luglio 1890 – Napoli, 25 aprile 1984) è stato un politico ed economista italiano.
Fu deputato all'Assemblea Costituente, deputato alla Camera nella I legislatura e più volte ministro.

## Biografia
Nacque in un'umile famiglia siciliana. Frequentò le scuole tecniche e, trasferitosi a Catania, conseguì il diploma di ragioniere. Era il fratello minore di Orso Mario Corbino, il fisico direttore del Regio Istituto Superiore di Fisica dell'Università di Roma, maestro dei Ragazzi di via Panisperna e anch'egli uomo politico. Diversamente dal fratello, però, Epicarmo Corbino fu sempre un convinto antifascista ed ebbe uno spirito liberale. Nel 1910 fu iniziato in Massoneria nella loggia "Xifonia" di Augusta.
Tra il 1911 ed il 1923 prestò servizio quale ufficiale del Corpo delle Capitanerie di Porto prendendo parte alla prima guerra mondiale, e congedandosi con il grado di capitano dopo aver scritto vari testi sulla marina mercantile e il commercio internazionale, per dedicarsi alla carriera universitaria.
Dal gennaio 1923 fu professore di politica commerciale e legislazione doganale presso l'Istituto superiore di scienze economiche di Napoli. Fu anche importante collaboratore del Giornale degli economisti e Annali di economia, oltreché amico di Benedetto Croce. Nonostante che il fratello Orso avesse fatto parte, come ministro dell'Economia Nazionale, del governo Mussolini, si mantenne estraneo al regime fascista ed anzi firmò nel 1925 il manifesto degli intellettuali antifascisti. In quel decennio produsse gli Annali dell'economia italiana. Concepì la convinzione che la politica economica non fosse un capitolo dell'economia politica, bensì un ramo della politica avente per oggetto lo studio dei fenomeni economici.
Dopo l'8 settembre 1943 si iscrisse al Partito Liberale Italiano. Nel novembre dello stesso anno partecipò al primo governo Badoglio, insediatosi a Brindisi, prima come sottosegretario all'Industria e Alto Commissario all'Alimentazione e dal febbraio 1944, a Napoli, in qualità di ministro all'Industria e Commercio, ma non fu riconfermato nell'aprile del 1944 nel secondo gabinetto Badoglio. Per questo motivo nell'autunno dello stesso anno tornò all'insegnamento accademico.
Nell'autunno del 1945 fu chiamato a far parte della Consulta Nazionale su designazione della Confindustria.
Fu ministro del tesoro nel primo gabinetto guidato da Alcide De Gasperi dal 10 dicembre 1945 al 14 luglio 1946.
Fu eletto nel giugno del 1946 deputato all'Assemblea Costituente e dal 1947 aderì al gruppo liberale (fu autore, fra l'altro, dell'emendamento al III comma dell'art. 33 della Costituzione che recita: «Enti privati hanno il diritto di istituire scuole e istituti di educazione senza oneri per lo Stato»); restò a Montecitorio anche nella Prima legislatura repubblicana. “Togliatti, che di Corbino era personale estimatore, anche se irriducibile avversario politico, fu visto in più di un'occasione avvicinarsi di qualche banco per meglio udire le parole di quei discorsi sempre così brillanti, scoppiettanti e dotti”.
Tornò ministro con il secondo governo De Gasperi e fu in carica dal 14 luglio 1946. «Se Corbino non ci fosse bisognerebbe inventarlo», disse Alcide De Gasperi.
In questa veste “perseguì una politica economica fondata sulla parsimonia e sulla corretta amministrazione” e si oppose in maniera intransigente al cambio della moneta (proposto dal comunista Mauro Scoccimarro, ministro delle Finanze). Tale provvedimento servì a fermare l'inflazione (con l'aiuto decisivo del governatore della Banca d'Italia Luigi Einaudi); d'altro canto ciò fu però un provvedimento impopolare, e la sinistra lo impiccò in effigie in manifestazioni di piazza. Pur di non cambiare le proprie convinzioni, Corbino, che “mai avrebbe barato al gioco per restare in sella”, si dimise il 13 settembre 1946 dall'incarico governativo. Il 18 settembre successivo fu nominato ministro al suo posto Giovanni Battista Bertone.
Il 10 maggio 1948 fu eletto deputato della prima legislatura, nel gruppo parlamentare del PLI, dove restò fino al 3 luglio 1951; poi dal 3 luglio 1951 al 24 giugno 1953 fece parte del Gruppo misto al Parlamento. Successivamente formò un nuovo partito, l'Alleanza Democratica Nazionale (ADN), movimento nato per contrastare la cosiddetta legge truffa, proposta dal governo nel 1953, che istituiva un premio di maggioranza per i partiti, singoli o apparentati tra loro, che avessero ottenuto la maggioranza assoluta dei consensi popolari, alla quale aveva tentato di opporsi anche in aula, proponendo una soluzione di mediazione denominata "ponte Corbino". In questo modo si tolsero voti ai gruppi di centro (così come fece il gruppo di Ferruccio Parri e Piero Calamandrei), e la legge non ottenne, anche se per poco, l'effetto desiderato.
L'ADN, scioltasi nel 1954, raccolse pochi voti, seppur decisivi, e Corbino non riuscì così a tornare alla Camera. Per questo fu ribattezzato da Sandro Pertini il “Pietro Micca” della politica. Si ritirò quindi dalla vita politica, denunciando in un articolo su La Stampa che la partitocrazia aveva "ucciso la politica".
Nel 1958 si ricandidò al Senato, questa volta come indipendente, nelle liste della Democrazia Cristiana, ma non fu eletto. Dal 1959 al 1965 fu nominato presidente del Banco di Napoli, di cui diresse anche la rivista Rassegna economica. Dal 1961 collaborò con il Corriere della Sera. In seguito, fino al 1983, Corbino diresse la Banca Provinciale di Napoli.
Morì a Napoli, in età avanzata, il 25 aprile 1984.

## Scritti
- L'emigrazione in Augusta (1914)
- Economia dei trasporti marittimi (1926)
- Annali dell'economia italiana dal 1861 al 1914 (1928-1938)
- La battaglia dello Jutland vista da un economista (1933)
- Corso di politica economica e finanziaria (1942)
- Racconto di una vita (1972)
- E.E.E. - Energia, Ecologia, Economia (1974)
- Cronache economiche politiche (1980)

I suoi discorsi parlamentari sono raccolti nel volume Scritti e discorsi di un liberista e nel saggio Limiti e scelte nella ricostruzione economica. Collaborò inoltre a molti quotidiani e riviste.